# Александър Петров (актьор)
Александър Андреевич Петров (роден на 25 януари 1989 г., Переславл-Залески, Ярославска област, СССР) е руски театрален и филмов актьор. Двукратен носител на наградата „Златен орел“: за „Най-добър актьор във филм“ („Текст“, 2020) и „Най-добър телевизионен актьор“ („Спарта“, 2019).

## Биография

### Ранни години
Роден на 25 януари 1989 г. в град Переславл-Залески, Ярославска област. Баща – Андрей Генрихович Петров, майка – Алевтина Анатолиевна Петрова. Завършва училище № 4 на Переславл-Залески. Учи в икономическия факултет на Переславския университет. По време на обучението си той е член на екипа на КВН (Клуб весёлых и находчивых), член на студентския съвет и играе в театралното студио Entreprise под ръководството на В. А. Иваненко.
На театрален фестивал в град Похвистнево  област Самара), по време на майсторски класове, се запознава с учители от ГИТИС, включително Леонид Хейфец, след което решава да напусне икономическия факултет през втората си година и влиза в ГИТИС в работилницата на Хейфец, завършвайки през 2012 г.

## Кариера
Дебютира в киното през 2010 г. в епизодична роля в телевизионния сериал „Гласове“. През 2012 г. играе главната роля във фантастичния сериал „Докато папратът цъфти“.
През 2012 – 2013 г. служи в московския театър Et Cetera, на 25 януари 2013 г. е приет в трупата на театър „Ермолова“ под ръководството на Олег Меншиков.
През 2019 г. подписва ексклузивен договор с филмовите компании Art Pictures Studio и Hydrogen, който го задължава да участва само в проекти на тези студия в продължение на две години.
През май 2022 г. става известно, че Петров ще участва във филма на Роман Полански „Дворецът“.
През април 2024 г. се състои премиерата на филма „Сто години напред“ по едноименния разказ на Кир Буличов.